# Andenken (Hölderlin)
Andenken ist der Titel einer 1803 entstandenen Hymne von Friedrich Hölderlin.
Der Erstdruck erfolgte in dem von Leo Freiherr von Seckendorf herausgegebenen Musenalmanach für das Jahr 1808.
Der Hintergrund der poetischen Betrachtung über Abschied und Trennung ist die Bordelaiser Landschaft, die Hölderlin nach seiner dortigen Zeit als Hauslehrer in Erinnerung hatte und nun in Bildern vergegenwärtigt.
Das vermutlich letzte vollendete und von Hölderlin selbst zum Druck gegebene Gedicht zählt mit seinem vielschichtigen Text zu seinen bekanntesten Werken und hat zahlreiche Deutungen erfahren.

## Inhalt und Besonderheiten

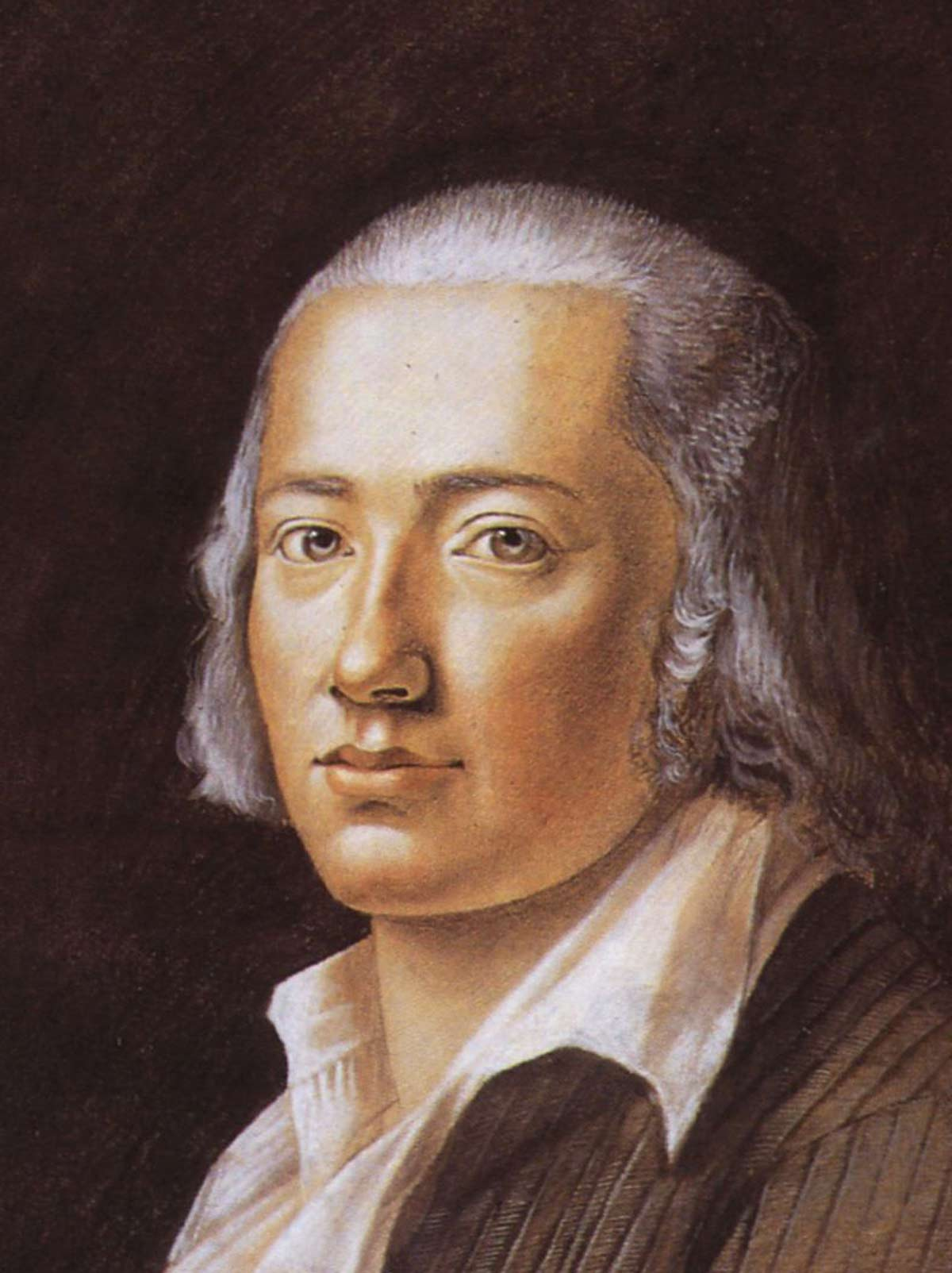
Friedrich Hölderlin, Pastell von Franz Karl Hiemer, 1792

Das Gedicht besteht aus fünf rhythmisch variablen und reimlosen Strophen. Während die ersten vier Strophen jeweils 12 Verse umfassen, endet die fünfte Strophe bereits mit dem elften Vers, der zu den geflügelten Worten des Dichters gehört („Was bleibet aber, stiften die Dichter“).
Es beginnt mit der Vergegenwärtigung des Windes:
Der Nordost wehet,

Der liebste unter den Winden

Mir, weil er feurigen Geist

Und gute Fahrt verheißet den Schiffern.
Das Werk wird durch einander gegenläufige Strukturen bestimmt.
Spricht Hölderlin in der ersten Hälfte bis Vers 29 persönlich (im Indikativ oder Imperativ) und bezieht die Vorgänge auf sich („ich“, „mir“), präsentiert er im zweiten Teil ab Vers 30 allgemeine Aussagen über andere Personen ohne pronominale Bezüge. Die Verse 30 – 36 lauten:
Nicht ist es gut,

Seellos von sterblichen

Gedanken zu sein. Doch gut

Ist ein Gespräch und zu sagen

Des Herzens Meinung, zu hören viel

Von Tagen der Lieb,

Und Taten, welche geschehen.
Hier beginnt Hölderlin aus einer Distanz über Dinge und Vorgänge zu schreiben, die er auf diese Weise reflektiert. Der erste Teil des Werkes bezieht die Welt somit auf das Ich, der zweite zeigt sie losgelöst davon.
Geht man von der Zweiteilung (zweimal 29) aus, wäre ausgerechnet der letzte Vers 59 somit überzählig.
Gerade diese bekannte Schlusszeile aber enthält eine Allgemeinaussage über Wesen und Bestimmung der Dichtung selbst und wird dadurch auf überraschende Weise herausgehoben.
Im ersten Teil lässt Hölderlin eine Reihe von Bildern aus der Stadt Bordeaux und ihrer Umgebung aus der Erinnerung aufsteigen, eine Gegend, in die er sich, getragen vom Nordostwind, gedanklich hineinversetzt. Vom Standpunkt des Dichters im östlich hiervon gelegenen Deutschland löst der liebste unter den Winden den Prozess des Andenkens aus: Die Gärten von Bordeaux, die schöne Garonne mit einem Steg am Ufer, der in den Strom fallende Bach, die Eichen und Silberpappeln erscheinen in der Ferne der Erinnerung, die das Ich sehnsuchtsvoll vergegenwärtigt.
Endet der erste Teil des Gedichts mit dem Wunsch, einzuschlafen, um das Bewusstsein im Schlaf auszulöschen („damit ich ruhen möge, denn süß wär´ unter Schatten der Schlummer“), weist der zweite diesen Gedanken gleich zu Beginn von sich und verwirft den Wunsch, sich aus der Welt auf das eigene Ich zurückzuziehen. Die Bewegung in die Außenwelt setzt sich in der vierten und fünften Strophe fort, indem auch das Meeres-Motiv wieder aufgenommen wird, das mit Vielfalt und Reichtum assoziiert ist.
Nachdem der Dichter zunächst in Bordeaux innegehalten hatte, geht die Bewegung nun weiter über die Landspitze hinaus, an der sich Dordogne und Garonne treffen und die Gironde bilden, die schließlich in den Ozean mündet.

## Entstehung und Hintergrund

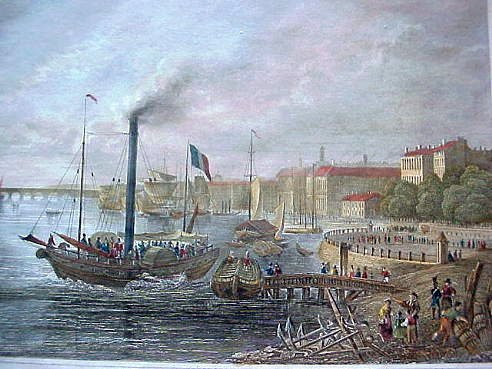
Stadtansicht von Bordeaux nach einem kolorierten Stich um 1850. Vorn rechts sind die Terrassen der Place des Quinconces erkennbar.

Das Gedicht wirft ein Licht auf Hölderlins Zeit in Frankreich, über die vergleichsweise wenig bekannt ist.
Im Dezember 1801 reiste er von Stuttgart aus über Straßburg und Lyon bis nach Bordeaux, wo er als Hauslehrer für die Kinder des Hamburger Weinhändlers – und seit 1797 Konsuls – Christoph Meyer für kurze Zeit tätig war. Von dem prächtigen Haus im klassizistischen Stil, das noch heute zu den Sehenswürdigkeiten der Stadt gehört, waren der Hafen und die von Hölderlin etwas später besungene Garonne nur wenige Minuten entfernt. Die bewaldeten Hügel am rechten Ufer des Flusses und die vielen, vor Anker liegenden Schiffe waren von den oberen Zimmern aus zu erkennen.
Es wird vermutet, dass Hölderlin sich auch die nähere Umgebung ansah und vielleicht gelegentlich durch die Gärten flanierte.
Vom Tod Susette Gontards erfuhr er entgegen einer weit verbreiteten Annahme nicht in Bordeaux, sondern Anfang Juli 1802 in Stuttgart, worauf er niedergeschlagen zu seiner Mutter nach Nürtingen zurückkehrte und dort die nächsten zwei Jahre wohnte.
Das Werk gehört zu den berühmten Hymnen des Spätwerks, die in zunehmend verschlüsselter Form die Geschichte als Prozess göttlicher Offenbarung deuten.
Bereits seine mittlere Schaffensphase ab etwa 1797, in der ein Großteil des Odenwerks entstand, war von ästhetischen und philosophischen Reflexionen begleitet, welche die theoretische Basis für sein Spätwerk bilden. Dieses zeichnet sich ab etwa 1800 mit einem Einschnitt in sein geschichtsphilosophisches Denken ab.
Während der Dichter bis dahin in der Französischen Revolution einen vom Göttlichen ausgehenden Auftakt gesehen hatte, der die Völker, vorbereitet durch die Dichter, erwecken sollte, setzte die Herrschaft Napoleon Bonapartes dieser politischen Hoffnung ein Ende.
Zwar hielt er auch nach der Trennung von Susette Gontard, seiner Diotima, an einer erlösenden Hoffnung fest – so im Patmos („Nah ist/Und schwer zu fassen der Gott./Wo aber Gefahr ist, wächst/Das Rettende auch.“), verschob die Zeit einer möglichen Rettung indes ins Ungewisse.
Hölderlins Dichtung steht neben der Goethes und Schillers im Zeichen des Neuhumanismus, der mit dem Humanismus der Renaissance die Liebe zum klassischen Altertum teilt, sich von ihm indes durch die philosophische Grundierung ebenso unterscheidet wie durch eine Griechenlandsehnsucht, die dem Ungenügen an der Zeit entspringt und von Winckelmann gefördert wurde.
Bei Hölderlin und Hegel, wie später bei dem Hölderlin-Interpreten Martin Heidegger, findet sich die Erinnerung als ein philosophisches Motiv (Mnemosyne), wie schon aus dem Titel einer ebenfalls dem Spätwerk angehörenden, unvollendeten Hymne hervorgeht. (Heidegger lehnt allerdings den Begriff Interpretation ab, er spricht von Deutung und der Notwendigkeit des Denkens). 
Hegel, der von Hölderlin wichtige Impulse für sein eigenes Schaffen empfing, kennt in seiner Phänomenologie die Mnemosyne als eine bestimmte Form des Selbstbewusstseins des Geistes in griechischer Vorzeit. Sie kann als das Pathos des Sängers verstanden werden, nicht als betäubende Naturmacht, sondern als Besinnung auf Innerlichkeit und Erinnerung eines unmittelbaren Wesens. Hölderlin bestimmt in dieser Hymne (sowie dem unvollendeten Gedicht Mnemosyne) den Beruf des Dichters: Er habe das Andenken des Vergangenen und Fremden zu bewahren.

## Interpretation und Rezeption

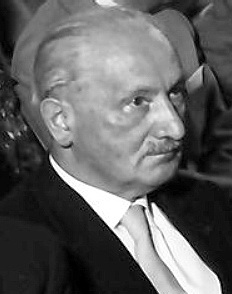
Martin Heidegger: Dichtung ist worthafte Stiftung des Seins

Das Seefahrts-Motiv verbindet die erste mit der letzten Strophe.
Die Warnung, sich nicht dem seelenlosen Trübsinn hinzugeben, bezieht sich nicht nur auf einzelne Gedanken, die um Sterbliches kreisen, sondern auf das menschliche Dasein und seine Endlichkeit, die man hinzunehmen habe. Diese Akzeptanz entspricht der Zuversicht, die am Ende der langen, Isaak von Sinclair gewidmeten Hymne Der Rhein ausgedrückt wird.
Zwar sind nur die Götter ewig, doch auch der Mensch kann „Im Gedächtnis doch das Beste behalten / Und dann erlebt er das Höchste.“
Nach Ansicht Bart Philipsens deuten die Initialen S und G (Seellos von sterblichen Gedanken) auf die geliebte Susette Gontard, die am 22. Juni 1802 gestorben war. Allerdings bleibe es problematisch, die einzelnen Bezüge des Werkes eindeutig personal zu erschließen. Das gelte nicht nur für die Anspielungen auf Diotima, sondern auch für die Überlegung, mit Bellarmin sei der Freund Sinclair gemeint. Ebenso unsicher sei es, die Zeile „Im Hofe aber wächset ein Feigenbaum“ als intertextuelles auf Francesco Petrarca oder Augustinus bezogenes Zeichen zu deuten, das auf eine Bekehrung hinweise. So sei das eigentliche Objekt des Andenkens in der Struktur der Zitate verborgen und nur eine Spur des Verzichtes bleibe zurück.
Für Heidegger hatte das Andenken Entwurfscharakter. In diesem Zusammenhang sprach er vom „Gesetz des dichtenden Heimischwerdens im Eigenen aus der dichtenden Durchfahrt des Unheimischseins im Fremden“.
In der Folge Heideggers verstand die Rezeption den letzten Vers als poetologische Thematisierung einer ursprünglichen Seinsaussage. Was bleibet aber, stiften die Dichter kreist um den bekannten Topos, nach welchem erst die Kunst den Helden verewigt und dauerndes Nachleben schenkt. Im Wissen um die Endlichkeit kann einzig der Dichter das Andenken als etwas Bleibendes stiften.
Theodor W. Adorno, der Heidegger mehrfach polemisch abgefertigt hatte, störte sich an dessen vereinnahmender Interpretation. Die sinnlichen Verse von den „braunen Frauen“, die über den „seidnen Boden“ gehen, würden fehlgedeutet. Heidegger wolle nicht wahrhaben, dass Hölderlin von der Schönheit der Französinnen fasziniert gewesen sei. So weiche er zu deutschen Frauen und ihrem Lob aus, von denen im Andenken nicht die Rede sei und die hier „an den Haaren herbeigeschleift“ werden. Offenbar habe Heidegger, als er das Gedicht 1943 interpretierte, „die Erscheinung französischer Frauen als subversiv gefürchtet“, allerdings auch später seine Ansichten nicht geändert. Liest man die entsprechende Stelle der im WS 1941/42 gehaltenen Vorlesung Heideggers, stellt sich die Frage, inwieweit Adornos Polemik wohl gerechtfertigt ist: „[...] die Frauen. Dieser Name hat hier noch den frühen Klang, der die Herrin und Bestimmerin und Hüterin meint, dies aber jetzt in einer einzigen wesentlichen und d. h. zugleich immer geschichtlichen Hinsicht. In einem Gedicht, das kurz vor dem Beginn der Hymnenzeit und im Übergang zu ihr entstanden ist, hat Hölderlin selbst alles gesagt, was es hier für uns zu wissen gilt. Das Gedicht ist überschrieben: »Gesang des Deutschen« (IV, 129 ff.). Die elfte Strophe beginnt: Den deutschen Frauen danket! sie haben uns / Der Götterbilder freundlichen Geist bewahrt, – Die dem Dichter selbst noch verhüllte Wahrheit dieser Verse kommt erst ans Licht in der Hymne »Germanien«. Die deutschen Frauen retten das Erscheinen der Götter, damit es ein Ereignis der Geschichte bleibt, dessen Augenblick freilich der Zeitrechnung sich entzieht. Die deutschen Frauen retten das Erscheinen der Götter in die Milde eines freundlichen Lichtes. [...] Die Frauen sind genannt, weil der Dichter an das Fest denkt. Allein im Gedicht »Andenken« werden nicht die deutschen Frauen genannt, sondern »die braunen Frauen« – dies erinnert eigens an das südliche Land, wo das Licht der Sonne von heftiger Durchsichtigkeit und die Glut überwältigend ist. [...] Die Entgegnung der Götter und Menschen ist im südlichen Land anders. Das Fest hat anderen Charakter. Wenn Hölderlin »die braunen Frauen daselbst«, also die des südlichen Frankreich nennt, so stehen diese und alles, woran sie Anteil haben, d. h. alles, was mitgegrüßt wird, für die griechische Welt und d. h. für das gewesene Fest, [...]“
Hölderlins letzter und bekannter Vers sei "von Hybris rein", indem es ihm schon aus Gründen der Grammatik um etwas "Seiendes und das Gedächtnis daran" gehe, nicht aber um ein dem Zeitlichen transzendentes Sein. "Was jedoch in einem Vers Hölderlins als Gefahr der Sprache angezeigt ist: an ihr kommunikatives Element sich zu verlieren und ihren Wahrheitsgehalt zu verhökern, wird ihr von Heidegger als 'eigenste Seinsmöglichkeit' zugeschrieben und von Geschichte abgespalten". Heidegger trenne sich von der geschichtlichen Wirklichkeit, indem er, in entgegengesetzter Interpretation, Gefahr als Bedrohung des Seins durch Seiendes verstehe. Hölderlin aber spreche gerade vom Seienden der wirklichen Geschichte. Für ihn sei das Besondere bedroht, das Substantielle im Sinne Hegels und nicht, wie für Heidegger, ein „behütetes Arcanum von Sein.“
An die tiefgründigen Hymnen und Elegien knüpfte die Renaissance Hölderlins im 20. Jahrhundert an. Neben Anstößen, die von Friedrich Nietzsche ausgingen, geht die Wiederentdeckung des Dichters wesentlich auf Wilhelm Dilthey und Stefan George bzw. dessen Kreis zurück. Vor allem für das Verständnis der letzten Gedichtsammlung Georges – Das neue Reich (1928) – ist Hölderlin von großer Bedeutung.
Günter Eichs 1946 veröffentlichtes Gedicht Latrine zitiert Hölderlins Hymne und kontrastierte den hohen Stil des Dichters mit der Realität einer primitiven Latrine während des Zweiten Weltkriegs oder in der unmittelbaren Nachkriegszeit. Latrine wurde als Antithese zu Andenken verstanden, aber auch als eine „poetische Wiedergutmachung“ an dem während der Zeit des Nationalsozialismus ideologisch ausgeschlachteten Hölderlin.